# Conflito no Cuzistão
O conflito no Cuzistão ou separatismo árabe no Cuzistão  refere-se à disputa étnica na província iraniana do Cuzistão entre árabes da parte ocidental do Cuzistão e o governo iraniano. O governo iraniano nega discriminação étnica e conflito no país. 

## Cenário
O Cuzistão é habitado por muitos grupos étnicos diferentes,  sua população consiste de bakhtiaris, árabes iranianos, qashqais, persas nativos e armênios. 
Minorities at Risk (MAR), um projeto de investigação universitária, afirma em seu website que os árabes do Cuzistão sofrem discriminação racial.  A maioria dos árabes do Cuzistão são muçulmanos xiitas.  Tanto árabes urbanos como os rurais do Cuzistão estão miscigenados com os persas, turcos e lurs que também vivem na província e, muitas vezes casam com eles.  No entanto, os árabes do Cuzistão se consideram um grupo étnico distinto e continuam enfrentando discriminação. 

## História

### Rebelião do Xeique Khazal
O Cuzistão tem sido uma província problemática do Irã desde a ascensão do domínio de Pahlavi em 1920. Nas duas décadas antes de 1924, embora nominalmente parte do território persa, a parte ocidental de Cuzistão atuava como um emirado autônomo conhecido como "Arabistão".  A parte oriental do Cuzistão era governada por khans bakhtiari, pois essa parte era habitada principalmente pelo povo bakhtiari. Com o crescente poder de Reza Pahlavi e suas atitudes cada vez mais negativas sobre as autonomias tribais no Irã, as tensões com o xeique Khazal de Mohammera cresceram de 1922 a 1924. As tentativas de retirar mais impostos e reduzir a autoridade de Khazal esquentaram ainda mais. Em resposta Khaz'al al-Ka'bi iniciou uma rebelião. A curta rebelião por xeique Khazal, chegando ao clímax em novembro de 1924, foi rapidamente esmagada pela recém-instalada dinastia Pahlavi com baixas mínimas. O emirado foi dissolvido pelo governo Reza Shah em 1925, junto com outras regiões autônomas da Pérsia, em uma tentativa de centralizar o Estado. Um conflito de baixo nível entre o governo central iraniano e os separatistas árabes da parte ocidental da província prosseguiu desde então.

### Novos distúrbios (décadas de 1920-1940)
Os motins eclodiram logo em 1925, depois em 1928 e 1940.  O nome Cuzistão veio a ser aplicado novamente para todo o território de 1936.  Em agosto de 1941, Reza Khan, que tinha sido próximo aos nazistas, foi substituído por seu filho Muhammad.  Novas revoltas no Cuzistão sob nova liderança iraniana ocorreram em 1943 e 1945 e foram reprimidas com sangue. 

### Após a Segunda Guerra Mundial
Em 1946, o partido Al Saada foi fundado em Muhammar e exigia a independência do Cuzistão.  O exército iraniano se aproveitou de seus conflitos com o Partido Comunista, Toudeh, para cometer massacres.  Mais tarde, no Arabistão, partidos autonomistas novos ou independentes surgiram: a "Frente de Libertação do Arabistão" em 1956; a "Frente Nacional para a Libertação do Arabistão" e o "Golfo Árabe", em 1960; em 1967, a "Frente de Libertação do Arabistão" tornou-se a "Frente de Libertação Al Ahwaz".  Uma insurgência árabe esporádica no Cuzistão continuou até os anos 1950, mas reduziu no final da década do domínio Pahlavi (anos 1970).

### Revolta de 1979
Com a mudança de regime, a revolta no Cuzistão em 1979 tornou-se uma das insurreições de âmbito nacional, que eclodiu na sequência da Revolução Iraniana. Os distúrbios foram alimentados por exigências de autonomia.  A revolta foi efetivamente reprimida pelas forças de segurança iranianas, resultando em mais de uma centena de pessoas de ambos os lados mortas.  O cerco a embaixada iraniana de 1980, em Londres, foi iniciado por um grupo separatista árabe como uma resposta as consequências da repressão iraniana no Cuzistão depois do levante de 1979. Inicialmente, verificou-se que os terroristas queriam autonomia para o  Cuzistão; depois, exigiram a libertação de 91 de seus companheiros detidos em prisões iranianas. 

### Agitação civil (2005 – presente)
Em 2005, distúrbios em grande escala eclodiram em Ahvaz e nas cidades circundantes.  Os distúrbios eclodiram em 15 de abril de 2005 e duraram quatro dias. Inicialmente, o Ministério do Interior iraniano afirmou que apenas uma pessoa havia sido morta, porém um funcionário em um hospital em Ahvaz relatou entre 15 e 20 vítimas mortais.  Por conseguinte, uma série de atentados ocorreram em Ahvaz e outras cidades do Irã, onde grupos separatistas árabes sunitas do Cuzistão foram responsabilizados.
Os protestos no Cuzistão de 2011, conhecidos entre os manifestantes como o Dia da Fúria de Ahvaz, irromperam em 15 de abril de 2011 no Cuzistão iraniano, para marcar o aniversário dos distúrbios em Ahvaz de 2005 e como uma resposta à Primavera Árabe regional. Os protestos duraram quatro dias e resultaram entre 12 a 15 manifestantes mortos e muitos feridos e presos. Um agente de segurança foi morto, bem como, outro ficou ferido.  A repressão à oposição política árabe na área prosseguiu com prisões e execuções.  Quatro homens de Ahvaz foram executados no Irã em junho de 2012, em relação aos distúrbios de 2011. A repressão sobre a oposição árabe sunita foi condenada pela Human Rights Watch,  pela Amnesty,  e outros.

## Direitos humanos
Embora a todos do Cuzistão sejam concedidos "respeito total" na constituição iraniana, na prática e através da exclusão social, sofrem discriminação. Os árabes enfrentam restrições pelo uso e ensino da língua árabe.  Enquanto o regime moderado de Khatami havia posto em prática algumas políticas reparadoras  para a população árabe, estas foram removidas sob Ahmadinejad.  Na sequência dos protestos em massa em 2005 e 2006, os árabes têm enfrentado políticas repressivas geralmente colocadas sobre toda a população. 